# Liopholis kintorei
Liopholis kintorei — вид сцинкоподібних ящірок родини сцинкових (Scincidae). Ендемік Австралії. Вид названий на честь Елджернона Хокінса Томонда Кейта-Фальконера, 9-го графа Кінтора, губернатора Південної Австралії.

## Поширення і екологія
Liopholis kintorei мешкають на сході Західної Австралії, на південному заході Північної Території та на північному заході Південної Австралії, на території Великої Піщаної пустелі, пустелі Гібсона та пустелі Танамі. Вони живуть на піщаних рівнинах, місцями порослих травою, чагарниками і рідколіссями. Ведуть присмерковий, нічний і колективний спосіб життя, риють нори. Взимку впадають у сплячку.

## Збереження
МСОП класифікує цей вид як вразливий. Liopholis kintorei загрожують пожежі та хижацтво з боку інтродукованих ссавців. За оцінками дослідників, популяція цього виду становить від 5000 до 10000 особин.